# Lonchodes fruhstorferi
Lonchodes fruhstorferi är en insektsart som beskrevs av Brunner von Wattenwyl 1907. Lonchodes fruhstorferi ingår i släktet Lonchodes och familjen Phasmatidae. Inga underarter finns listade i Catalogue of Life.